# GO (広告企業)
株式会社GO（別称：The Breakthrough Company GO、英語名：GO inc.）は、マーケティング・広告・PR事業を行う日本企業である。

## 概要
博報堂出身の三浦崇宏と電通出身の福本龍馬により、2017年1月に設立された。
新しい発想とシステム（ブレイクスルー）として、プロモーションだけでなくプロダクトやサービスの開発も手掛け、クライアントの変化にコミットして、共に収益を得ていくビジネスモデルであることを挙げている。
三浦らは、2019年12月にベンチャーキャピタル（スタートアップ投資ファンド）「GO FUND, LLP」（通称 The Breakthrough Partners GO FUND。有限責任事業組合）を立ち上げた。ファンド設立の発表は2020年4月に行われ、設立時点のファンド規模は約10億円だった。三浦は、「GOの存在証明のために、ファンド設立が必要不可欠だった」と述べている。GO FUNDは、2021年12月に「THE CREATIVE FUND」に名称を変更した。

## クライアント・成果物
クライアントはJINSや三陽商会など幅広い。朝日新聞社やCAMPFIREとはよく共同でプロジェクトを行っている。また、他社との共同でのサービスパッケージも多く提供している。朝日新聞社との「BrandNews」、サイバーエージェントとの「PURPOSE PRESS」、ラクスルとの「はじめてのTVCMプラン」「CMOプラン」などが挙げられる（詳細は下記を参照）。
（2019年～2021年11月のクライアント・成果物のうち確認できるものを挙げる。
- ファミリーマート　新プライベートブランド「ファミマル」のブランド開発・ローンチプロモーションの企画・制作[5]
- 損保ジャパン　マーケティング戦略・CM企画を担当[6]。成果物として、自動車保険テレビCMなど。
- MAISON ABLE　MAISON ABLEはエイブルの女性向けサービス。成果物として、ブランドリニューアル宣伝の新聞広告など[7]。
- 朝日新聞社　共同で、2019年新聞広告の日に「朝日新聞社×左ききのエレン Powered by JINS」キャンペーンを実施。第40回新聞広告賞に入賞[8]。また共同で、2020年新聞広告の日に「#広告しようぜ」プロジェクトを実施[9]。また共同で、社会課題解決型の新聞広告制作サービス「BrandNews」を提供[10]。
- サイバーエージェント　共同で、新聞広告とSNSを連動させた広告パッケージ「PURPOSE PRESS」を提供[11]。
- H&M　H&MとBlackEyePatchとのコラボ「BlackEyePatch x H&M」を担当。
- CAMPFIRE　共同で、個人のマスメディア広告をサポートする「AD FOR ALL」を提供[12]。また共同で、「#この指とめよう」を合言葉としたSNS 誹謗中傷を無くすための啓発広告掲出プロジェクト「AD FOR GOOD」キャンペーンを展開[13]、320万円あまりの集金を達成した[14]。2019年には共同で、山手線での「夢を諦めてはいけない」広告[15]を担当。2020年度の交通広告グランプリ優秀賞を受賞[16]。
- JINS　コンタクトレンズのサービス「JINS 1DAY」や、「JINS 1DAY COLOR」、「JINS Airframe No.1」、ブランドムービー「JINS Innovations JINS VIOLET+」「JINS Innovations / JINS SCREEN」を担当。
- 三陽商会　スペインのファッションブランド「ECOALF」の「#資源を無駄にしない広告」を担当[17]。また共同で、新ブランド「STORY & THE STUDY」を開発[18]。また、2019年にフラッグシップタワー「GINZA TIMELESS 8」のグランドオープンを担当[19]。また、「母の日を、わたしの日に。」キャンペーン[20]や期間限定ショップ「Spring is Here」キャンペーン[21]も担当。
- ZEUS WIFI　会社名は株式会社Human Investment。「動画ドバドバ見放題」CMを担当。
- NTTドコモ　スマホ疲れを緩和するストレッチ「KABUKI NECK DANCE」を企画[22]。第73回広告電通賞に入賞。
- BONX　「雪山テクノロジーコンソーシアム」設立を担当[23]。
- メルカリ　折り込みチラシ「メルカリ出品マニュアル」、2019年「はじメルおみくじ」を担当。
- ラクスル　共同で、マス広告支援サービス「はじめてのTVCMプラン・CMO代行プラン」を提供[24][25]。「CMO代行プラン」の初プロジェクトとして、出前館のリブランディングを担当（ロゴの刷新やTVCMの作成など）[26]。
- 集英社　雑誌SPURの30周年広告「JUST BE YOURSELF」を担当。
- アディダスジャパン　古賀貴大とのコラボ「adidas Originals×Koga Takahiro」を担当。
- GYROホールディングス　コーポレートブランディング・WEBサイトを担当。
- FCEパブリッシング　『7つの習慣』に有名人のメモ等を添える「賢者のハイライト」を担当。
- プログリット　英語コーチング事業の企業ブランディング・プロモーション映像制作を担当。
- WIRED MUSIC FESTIVAL　2019年（5周年）のイベントを担当。
- 小橋工業　新製品「極」「匠」のロゴデザインを担当。
- 名古屋PARCO　30周年広告キャンペーン「LOVE PARCO」[27]を担当。大須商店街とのコラボ「LOVE大須 with LOVE PARCO」も担当[28]。レストランフロア「RESTAURANTS & FOODHALL」の増設[29]も担当。
- プレースホルダ　次世代型テーマパーク事業「リトルプラネット」の2019年夏プロモーションを担当。
- ラクサス・テクノロジーズ　事業戦略コンサルティング・プロモーション支援を担当。
- 博報堂・OYO LIFE　事業コンサルティング、インフルエンサー施策を担当[30]
- カクテルメイク　現リチカ。サービスブランディングを担当。
- カブクスタイル　定額制宿泊サービス「HafH（ハフ）」のトータルブランディングを担当。
- CoSTUME NATIONAL　陶芸家・古賀崇洋の個展「STUDS」を担当[31]。
- 森永乳業　パルコとの期間限定コラボ「抹茶パルコ」を担当[32]。
- Luup　自転車・電動キックボードシェアリング会社のコーポレートブランディングを担当。株式会社GOは、Luupのベンチャーキャピタルでもある[33]。
- OKAN　ブランディングを担当[34]。
- 凸版印刷　ONECOMPATH（凸版印刷を株主とし、2019年に設立された会社）のコーポレートブランディングを担当。
- ユニバーサルミュージック　ジャスティン・ビーバーのベストアルバムを担当。
- 松竹　「京都ミライマツリ2019」を担当[35]。
- ミラティブ　TVCFの作成を担当。
- Non Stop Rabbit　楽曲「乱気流」のMVを担当。
- AK-69　アルバム発売に合わせ、AK-69の楽曲が一流アスリートの脳波に良い影響を与える、というメッセージ広告を担当[36]。
- 松坂屋名古屋店　2019年の「MATSUZAKAYA FASHION WEEKS」[37]を担当。
- ONE OK ROCK　限定オープンの美術館「One Museum」[38]を担当。
- SEKAI NO OWARI　楽曲「LOVE SONG」のMVを担当。
- avex　ナイトクラブ「SEL OCTAGON TOKYO」のオープン[39]を担当。
- 玉越　パチンコチェーンのCM「楽しむ道」を担当。
- オトバンク　オーディオブックのサブスクサービス「audiobook CAMP」を担当。

## 構成メンバー
コーポレートサイトでは「MEMBERS」を写真入りで紹介している。過去・現在の構成員には、以下の人物が含まれる。
- 青木真也 - 総合格闘家。
- 小竹海広 - コピーライター、元「この指とめよう」代表理事。GOにおける活動については本人の記事参照。2022年1月現在、コーポレートサイトのリニューアル（構成員が全員掲載ではなくなった）により在籍は直接確認できなくなったが、集合写真には当人が写っている。
- 砥川直大 - クラウドファンディング「Readyfor」のソーシャルプロデューサー[42][43]。